# Gianluca Galimberti
Gianluca Galimberti (Cremona, 30 maggio 1968) è un politico italiano, sindaco di Cremona dal 2014 al 2024.

## Biografia
Si è diplomato con la votazione di 60/60 presso il Liceo Classico di Cremona nel 1987. Ha conseguito la laurea in Fisica con 110/110 e lode presso l'Università degli Studi di Pavia, dove è stato allievo del Collegio Borromeo. In seguito ha ottenuto Il dottorato di ricerca (XXIV ciclo) presso l'Università degli Studi di Milano nel gennaio 2012, con una tesi dal titolo: Time Resolved Optical Measurements on different Carbon Nanotubes Architectures.
Attualmente, oltre ad essere insegnante di fisica presso un liceo, dal 1999 è docente a contratto presso l'Università Cattolica del Sacro Cuore di Brescia. I suoi insegnamenti principali sono stati fisica generale, meccanica e termodinamica e laboratorio di fisica per gli studenti universitari del primo ciclo. È stato ed è docente a contratto anche di altri corsi come optoelettronica, didattica della fisica presso scienze della formazione e fisica presso agraria.
Nel febbraio 2014 ottiene il 71,09% alle primarie del centro-sinistra per il comune di Cremona, venendo quindi candidato a sindaco della città.
Alle elezioni amministrative del 25 maggio 2014 si presenta quindi come lo sfidante più accreditato del sindaco uscente di centro-destra, l'ex canoista Oreste Perri. La coalizione di Galimberti al primo turno ottiene il 45,80%, mentre quella di Perri si ferma al 33,31%. Al ballottaggio dell'8 giugno, con il 56,31%, Galimberti batte Perri e viene eletto sindaco.
Nel 2019 si ricandida a sindaco della città; alle elezioni del 26 maggio ottiene il 46,37%, andando al ballottaggio contro il candidato del centro-destra Carlo Malvezzi, fermo al 41,65%; al ballottaggio, il 9 giugno, Galimberti ottiene il 55,94% e viene nuovamente eletto sindaco.